# 潘心源
潘心源（1903年—1931年12月4日），又名潘心元，字国卿，化名彭清泉，湖南浏阳丰裕山伍家渡人，中国工农红军将领。

## 生平

### 早年经历
潘心源出身一个富裕家庭。1910年起，先后在浏阳县琼瑞小学、北乡卓然高级小学读书。读书期间参与组织“同心会”，进行反对袁世凯的宣传。1917年小学毕业后在家务农。1921年秋，考入长沙岳云中学读书，加入中国社会主义青年团。次年，牵头成立“浏北新民社”，出版不定期刊物《新民》，被推为首届主编，宣传马克思主义思想。1923年6月，加入中国共产党。1924年，中共湘区委员会派他到浏阳，以小学教师身份为掩护，开展革命工作，但被当局教育部门以“不务正业”为由予以开除。随后，潘心源返乡开展革命工作。1925年春，同夏明翰建立了浏阳第一个农村中共党支部。1926年10月，主持召开浏阳县全体党员代表大会，成立中共浏阳县委，任书记。1927年2月，组织农民武装，建立浏阳工农义勇队，任党代表:8。

### 第一次国共内战时期
1927年4月，潘心源作为正式代表，赴武汉出席中国共产党第五次全国代表大会。会上，他积极支持毛泽东提出的建立农村政权和武装农民的主张。5月，率领近万名浏阳农军会攻长沙，兼任工农义勇队第二纵队党代表。6月，担任中共湖南省委委员、农委书记。9月，参加了毛泽东领导的秋收起义，兼任工农革命军第一军第一师第三团党代表。起义前夕，潘心源和毛泽东同赴铜鼓，直接指挥第三团。途中，在浏阳张坊七溪坳遭到民团团丁扣押，潘心源与团丁周旋，使毛泽东脱险去了铜鼓；他自己被团丁押送浏阳县城，在押送途中设法逃脱:138。秋收起义失败后，潘心源领导成立浏北游击队，并担任中共湘东特委副书记，参与筹划醴陵农民暴动。1928年冬，被增选为湖南省委委员、农委书记。1929年4月奉命赴莫斯科学习，但因中苏边境紧张，滞留上海；在此期间，以湖南省委委员名义撰写《湘东各县工作报告》。不久任中央巡视员，前往湘赣红军部队传达中共六大决议。
1930年2月，潘心源当选为红四、五、六军总前委常委，不久，又代理红三军政委。在潘心源主持下，湘鄂赣边特委错杀袁文才、王佐二人。6月，担任红四军政委、红一军团前敌委员会委员。1931年7月下旬，返回上海，随后以中央巡视员身份两次赴浙南，整顿发展红十三军，任红十三军政委。同年冬，从红二团驻地玉环苔山岛赴温州开会途中，在玉环县九龙江被国民政府特务枪杀。

## 纪念
潘心源遇害后，中共中央发出悼念文告，并在上海龙华秘密举行了追悼会:142。潘心源遗体葬于苔山岛最高处城址南麓。1994年，浙江省党史研究室与温州、台州、玉环有关部门经过调查，确认了潘心源墓地址。当地党政部门对该墓进行了修葺，并辟为爱国主义教育基地:9-10。